# Fromage de Herve

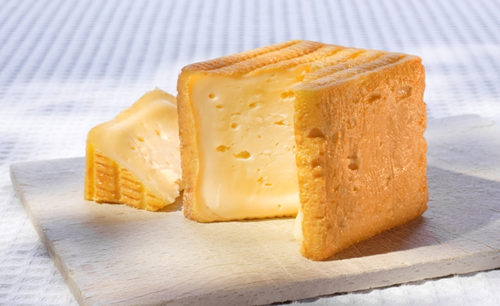
Herve

Der Fromage de Herve, umgangssprachlich auch Herver Käse oder kurz Herve genannt, ist ein belgischer Weichkäse und stammt aus der Region um die Stadt Herve in der Provinz Lüttich. Es ist ein Produkt mit geschützter Ursprungsbezeichnung.

## Beschreibung
Der Herver Käse, örtlich auch Remoudou genannt, hat meist Würfelform, und man findet ihn in vier verschiedenen Gewichtsklassen: 50, 100, 200 und 400 Gramm. Sein Inneres ist elfenbeinfarbig, mattglänzend und mit wenigen Bruchlöchern versehen. Seine Rinde ist orange-gelb und leicht feucht.
Der Herve wird heute fast ausschließlich aus pasteurisierter Kuhmilch hergestellt, die aus dem Ursprungsgebiet stammt. Die Milch wird erwärmt und mit Lab versetzt. Die nach 1 bis 1½ Stunden dickgelegte Milch wird in haselnussgroße Stücke geschnitten. Der Bruch wird von der Molke getrennt und in Formen zu Vierecken geformt und leicht gepresst. Der Käse wird mit Rotschmiere behandelt und reift in fünf bis sechs Wochen in feuchtgehaltenen Kellerräumen. Während seiner Reifephase wird er wöchentlich mehrmals mit Salzlake abgewaschen, damit der Käse sein volles Aroma entwickeln kann.
Der Herve ist ein sehr intensiver, pikanter und würziger Käse, sowohl im Geschmack als auch im Geruch. Sein Fettgehalt beträgt 45 % Fett i. Tr. Dieser Käse wird pur zum Bier oder auch zum Abschluss eines Menüs gereicht. Mit ihm lässt sich auch ein Toastbrot überbacken. Ein Herve mit dem Zusatz piquant extra reift mindestens zwei Monate und ist im Geruch und Geschmack noch intensiver.